# Междуречье (Новосибирская область)
Междуречье — посёлок в Новосибирском районе Новосибирской области России. Входит в состав Берёзовского сельсовета.

## География
Площадь посёлка — 5 гектаров.

## Население
| 2002 | 2007 | 2010 |
| ---- | ---- | ---- |
| 5    | ↘2   | ↗3   |

## Инфраструктура
В посёлке по данным на 2007 год отсутствует социальная инфраструктура.